# ヤワラガニ科
ヤワラガニ科（Hymenosomatidae）は、カニの科の一つである。

## 分布
主に南半球に分布しているが、東南・東アジアでも見られる。

## 生態
主に汽水域に生息するが、Halicarcinus lacuslris（ニュージーランドとオーストラリア）、H. wolterecki（フィリピン）、H. angelicus（パプアニューギニア）、H. pilosus（ニューカレドニア）、セスジヤワラガニ Neorhynchoplax introversus（中国）、N. kempi（イラク）、N. inermis（パラオ）は淡水産である。
メガロパ幼生期を持たず、ゾエアから直接稚ガニとなる。淡水産種にはゾエア期もなく、直接発生する。

## 分類
かつてはクモガニ上科 Majoidea に含められていたが、生殖腺の形態からピンノ類と近縁だとされることもある。特に、精子の形態はあらゆるカニ類と異なっており、分類を難しくしている。分子系統解析では、クモガニ上科と同じ Heterotremata に属することは確認されたが、クモガニ上科に属することは否定されている。

### 下位分類
2亜科、およそ20属120種からなる。
- Odiomarinae
  - Amarinus Lucas, 1980 - 11種
  - Odiomaris Ng & Richer de Forges, 1996 - 2種
- Hymenosomatinae
  - Apechocinus Ng & Chuang, 1996 - 1種 Apechocinus streptophallus
  - Cancrocaeca Ng, 1991 - 1種 Cancrocaeca xenomorpha
  - Crustaenia Ng & Chuang, 1996 - 1種 Crustaenia palawanensis
  - ヒメソバガラガニ属 Elamena H. Milne Edwards, 1837 - 25種
  - Elamenopsis A. Milne-Edwards, 1873 - 5種 アリアケヤワラガニ
  - Guaplax Naruse, Ng & Guinot, 2008 - 1種
  - Halicarcinides Hale, 1927 - 1種
  - Halicarcinus White, 1846 - 22種 トウヨウヤワラガニ
  - Halimena Melrose, 1975 - 1種
  - Hymenicoides Kemp, 1917 - 2種
  - Hymenosoma Desmarest, 1823 - 5種
  - Limnopilos Chuang & Ng, 1991 - 3種
  - Micas Ng & Richer de Forges, 1996 - 2種
  - Neohymenicus Lucas, 1980 - 1種
  - Neorhynchoplax Sakai, 1938 - 30種 ヤエヤマヤワラガニ
  - Rhynchoplax Stimpson, 1858
  - Sulaplax Naruse, Ng & Guinot, 2008 - 1種 Sulaplax ensifer
  - ソバガラガニ属 Trigonoplax H. Milne Edwards, 1853 - 3種